# Michał Niegolewski
Michał Niegolewski herbu Grzymała – chorąży wschowski w latach 1701–1713.
Sędzia kapturowy ziemstwa i grodu wschowskiego w 1704 roku.